# 三江镇 (江门市)
三江鎮，拼音為Sanjiang，廣東省江門市新會區下轄的一個鎮。位於新會區中部，總面積82.37平方公里，人口4.7萬，港澳臺華僑鄉親约3萬。大廣海灣經濟區涵蓋範圍。

## 地理
三江镇位於新會中部，東與睦洲鎮接壤，南與古井鎮接壤，西隔銀洲湖與雙水鎮相望，北與会城街道、江海区礼乐街道毗鄰。

## 歷史
由於江门水道、潭江、虎坑河在此地会流，故名三江。
明、清時，三江屬潮居都。民國時，屬第一區，1955年設立區公所，改名為三江區。1958年改為人民公社，1984年恢復為三江區，1986年改為鎮，2013年列入大廣海灣經濟區至今。

## 行政區劃
下轄1社區16村：
三江社区、联和村、新江村、联合村、深吕村、九子沙村、洋美村、良德冲村、临步村、新马单村、官田村、沙岗村、新谢村、沙仔场、虎坑场和渔业场。

## 景點
- 沙仔島碧道-广东万里碧道

## 習俗
三江鎮的聯和村和新江村，在每年新年的初二、初四、十五和十六，以舞龍的方式迎接新年。這項習俗可追溯至清朝嘉慶道光年間。

## 交通

### 高速公路
- 中阳高速公路

### 主要交通幹道
- 江门大道南
- 新斗公路（270省道）
- 新中公路（533縣道）
- 江三公路（538縣道）

### 公共交通
巴士
- 1 金沙↔三江
- 12 中心南客運站↔睦洲
- 13 中心南客運站↔沙堆梅閣
- 109 古井↔江門新車站
- 110 三江九子沙↔江門新車站
- 210 新會汽車站↔古井